# Лазарівське кладовище (Санкт-Петербург)
Лазарівське кладовище — музей-некрополь, колишнє кладовище, на території Олександро-Невської лаври у Санкт-Петербурзі. З'явилося у XVIII столітті. Площа кладовища — 0,7 га. Починаючи з 1932 року кладовище є музеєм-некрополем, поховання не проводяться.

## Історія
Кладовище було закладено тоді ж, коли і Олександро-Невська лавра. Воно служило місцем поховання представників привілейованих верств петербурзького суспільства. З самого початку поховання проводили біля дерев'яної церкви Благовіщення, закладеної у 1713 році та перебудованої у 1750-х роках, та біля Лазарівської усипальні, від якої походить назва кладовища. Спочатку для поховання був потрібен дозвіл особисто Петра І, проте до кінця XVIII століття вже було дозволено ховати представників купецтва за умови внесення величезних коштів.
В першій половині XVIII століття пріоритетною формою надмогильних плит були кам'яні та чавунні плити. Однак у другій половині того ж століття почали активніше використовуватись саркофаги, колони, стели, обеліски, що було зв'язано із утвердженням у культурі класицизму.
Поховання на Лазарівському кладовищі відбувались до Жовтневої революції. Після неї кладовище було взято під охорону. У 1922 році воно почало охоронятися спільнотою «Старый Петербург» (з рос. «Старий Петербург»). На довгі роки воно було закрито для огляду. У 1934 році на кладовищі побували літератори на чолі з Максимом Горьким та підкреслили велике культурно-історичне значення кладовища. Того ж року кладовище було перетворено на Некрополь XVIII століття.
З 1932 року кладовище є музеєм-некрополем.
У 1947 році музей почав приймати відвідувачів у звичайному режимі. У 1952 році була відкрита для відвідування Лазарівська усипальня.

## Відомі поховання

### Сподвижники Петра І
- Шереметєв Борис Петрович
- Вейде Адам Адамович
- Арескін Роберт Карлович

### Академіки
- Ломоносов Михайло Васильович
- Леонард Ейлер
- Ададуров Василь Євдокимович
- Крашенинников Степан Петрович

### Драматурги
- Фонвізін Денис Іванович
- Княжнин Яків Борисович

### Архітектори
- Старов Іван Єгорович
- Вороніхін Андрій Никифорович
- Джакомо Кваренгі
- Жан-Франсуа Тома де Томон
- Захаров Андреян Дмитрович
- Карл Россі

### Інженери
- Бегер Федір Федорович
- Огюстен Бетанкур

### Державні діячі
- Вітте Сергій Юлійович
- Марченко Василь Романович
- Мордвинов Микола Семенович
- Муравйов-Віленський Михайло Миколайович
- Строганов Олександр Сергійович
- Татаринов Валер'ян Олексійович
- Пассек Петро Богданович
- Шишков Олександр Семенович

### Представники графських родів
- Самойлов Микола Олександрович (граф)
- Морков Аркадій Іванович

### Представники княжих та дворянських родів
- Білосільських-Білозерських
- Трубецьких
- Волконських
- Наришкіних
- колишніх купецьких родів Демидових, Яковлєвих та ін.
- вдова О. С. Пушкіна Наталія Гончарова

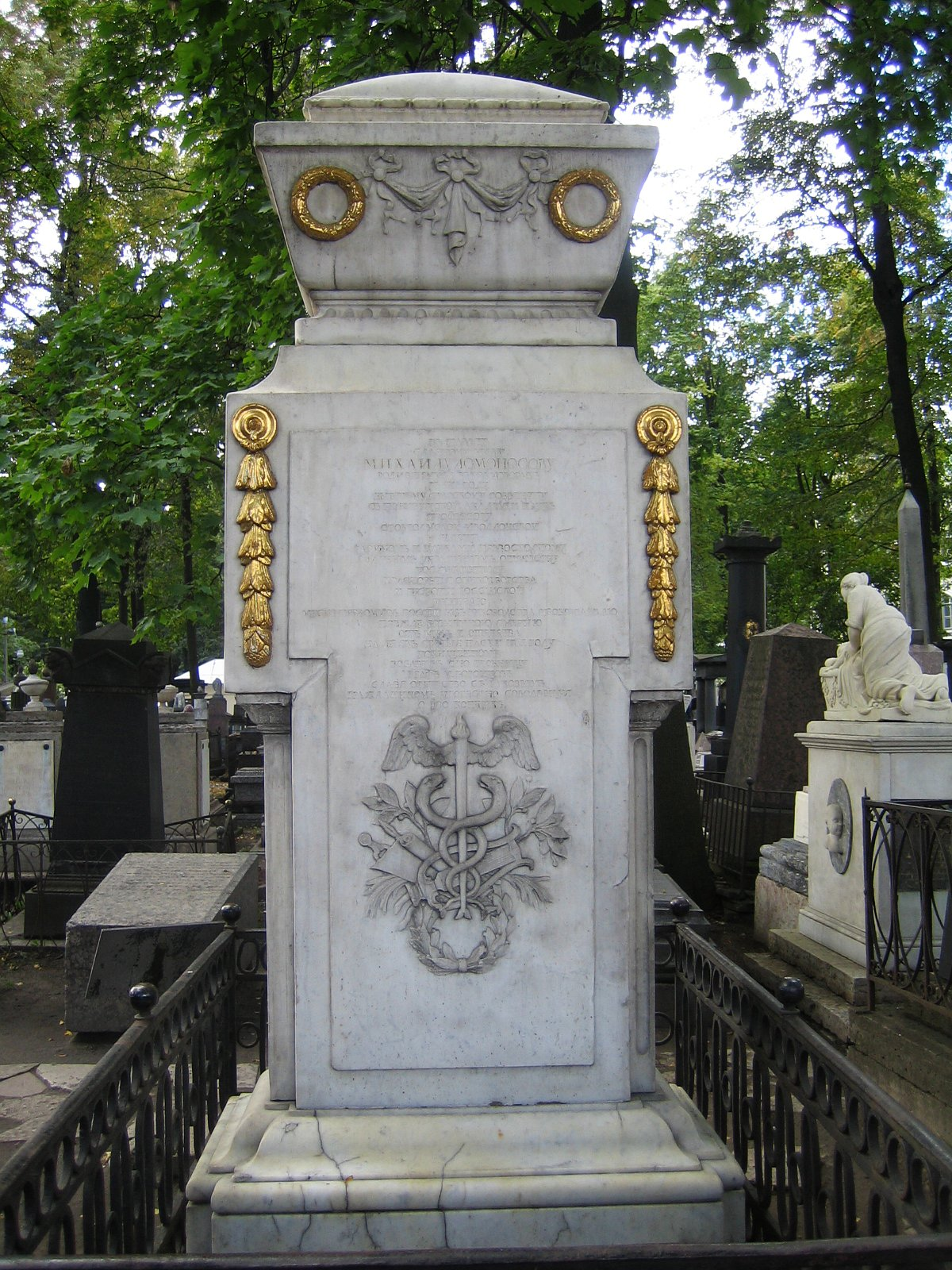
Могила Ломоносова
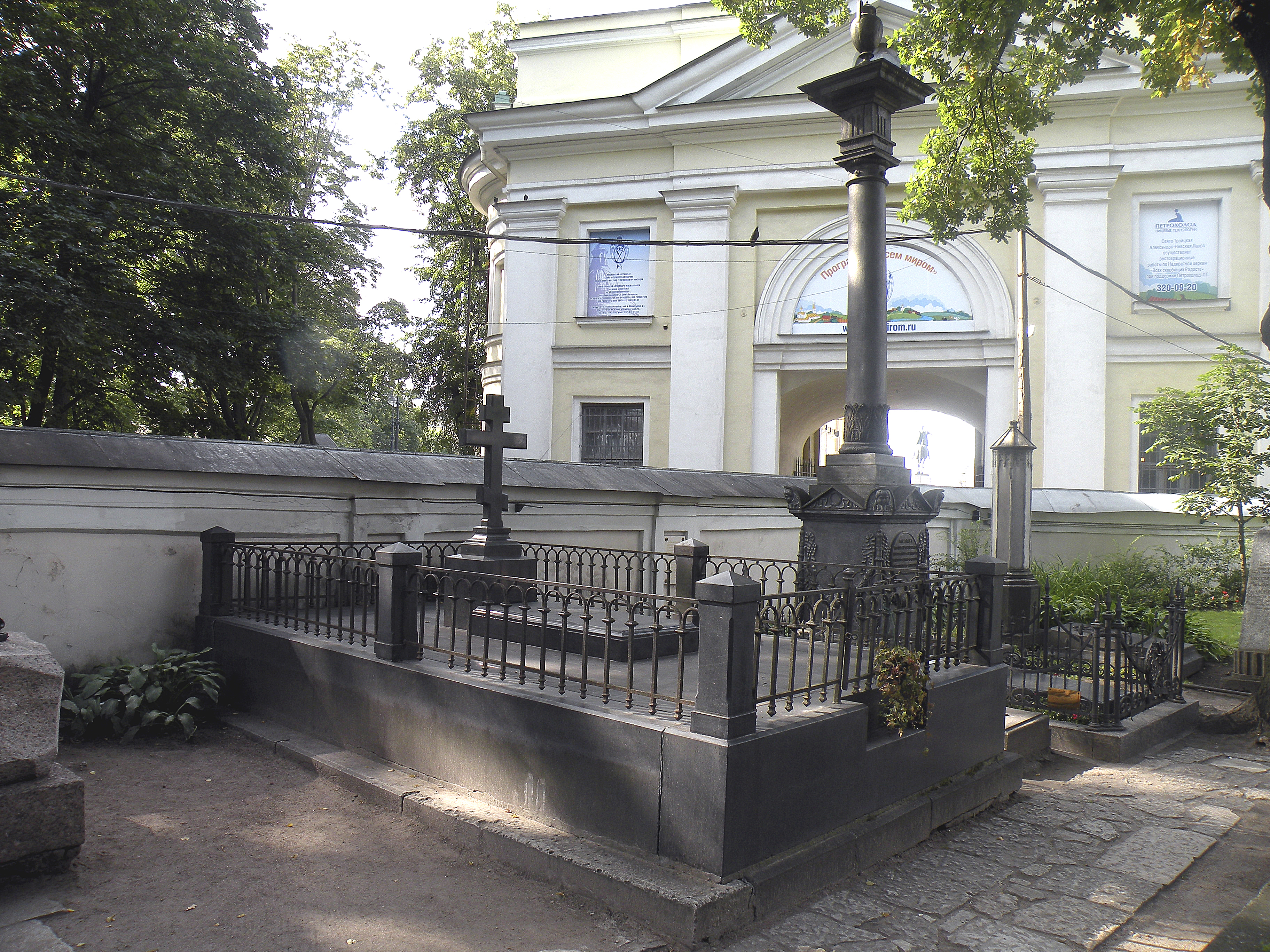
Могила Вітте і Бетанкура
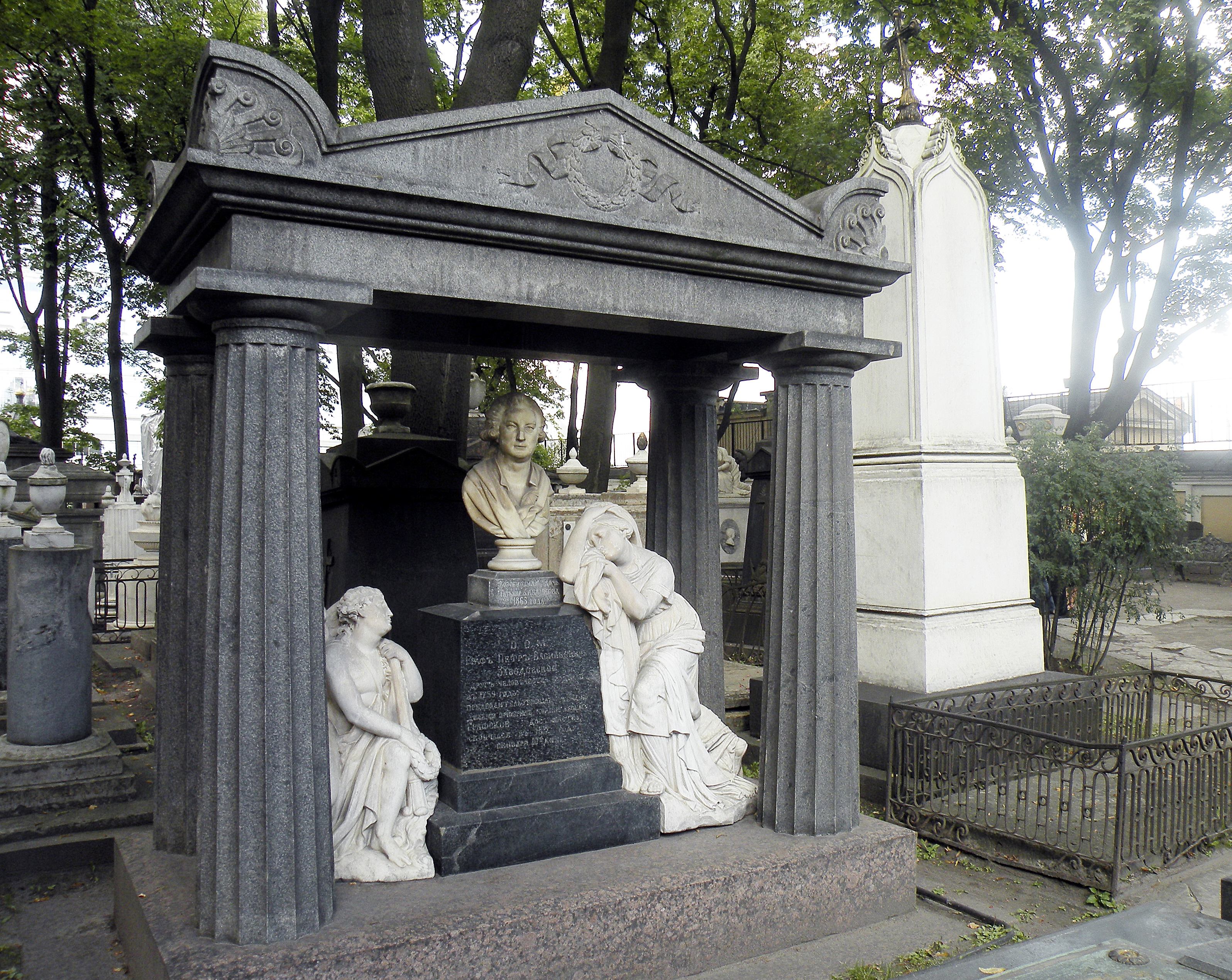
Могила графа Заводовського
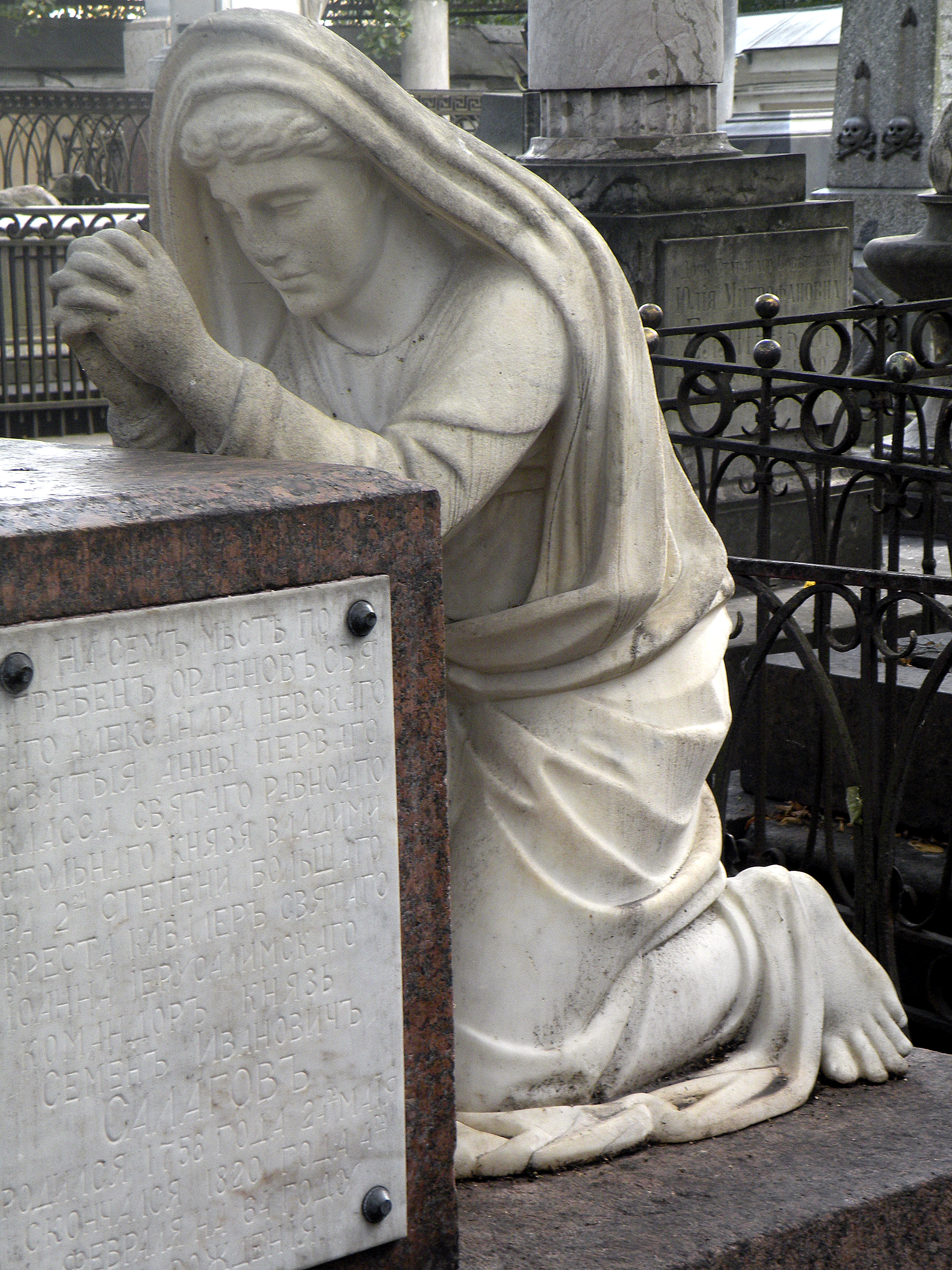
Могила Салагова
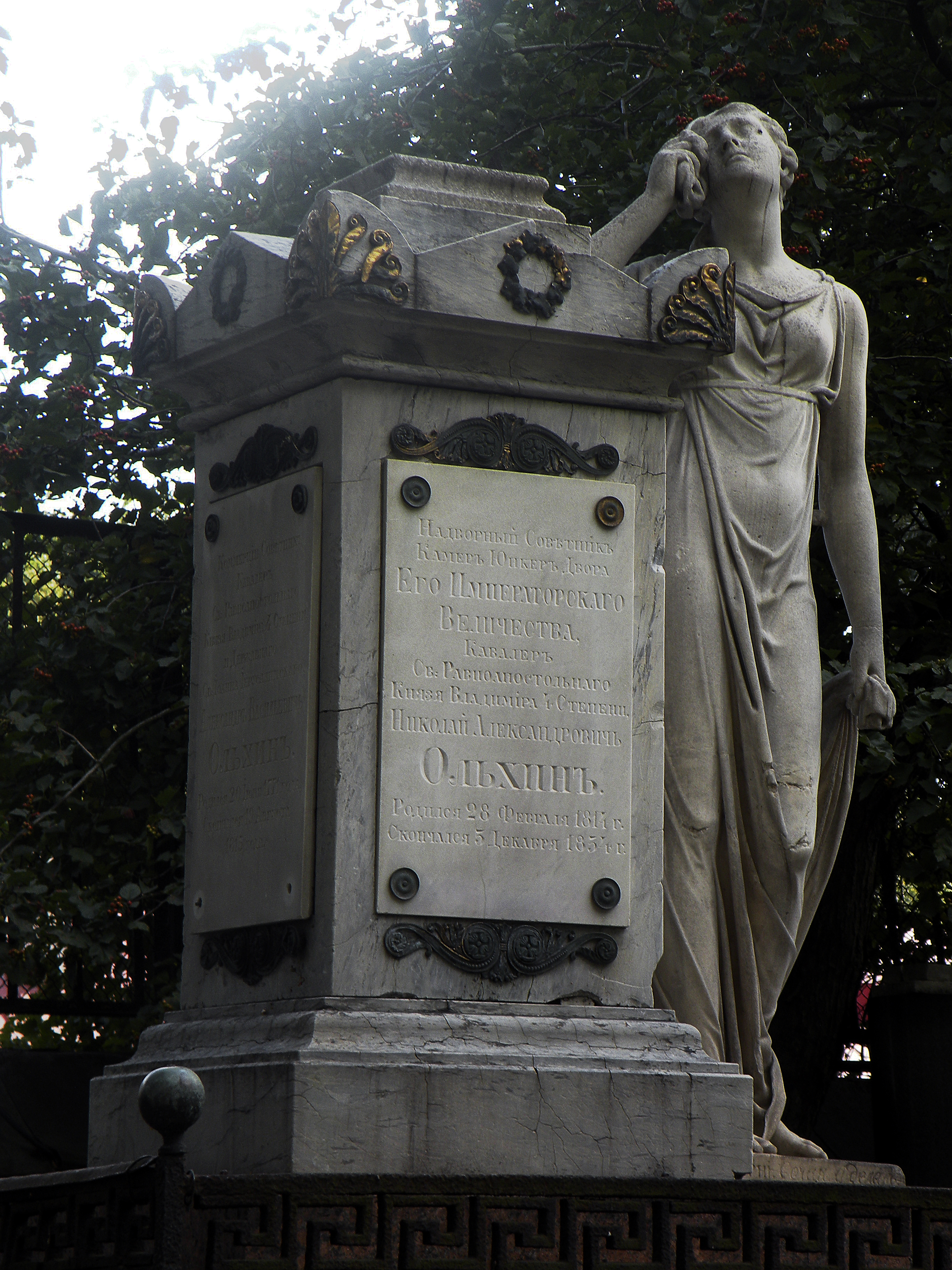
Могила Ольхіна
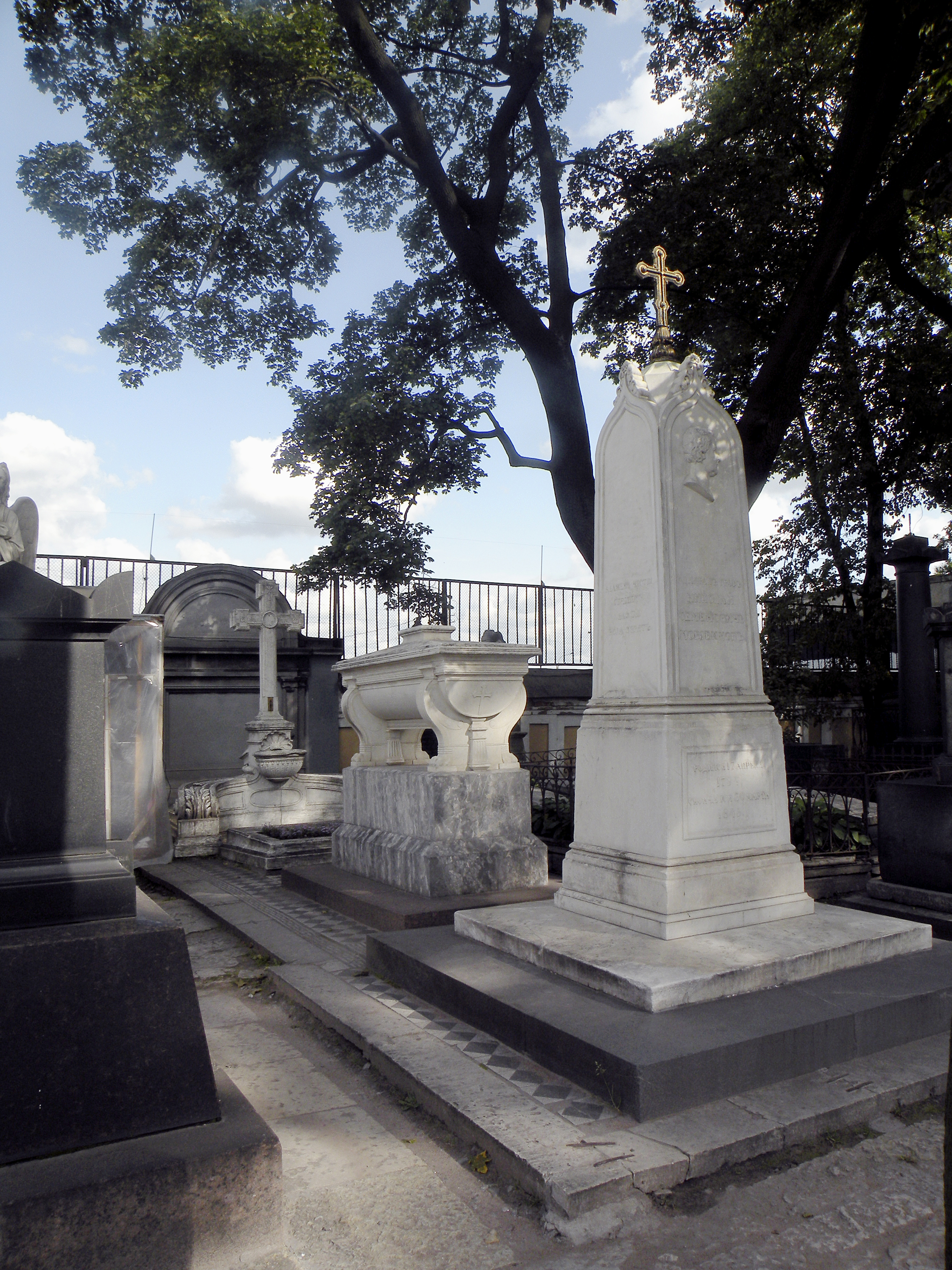
Могила Мордвинова
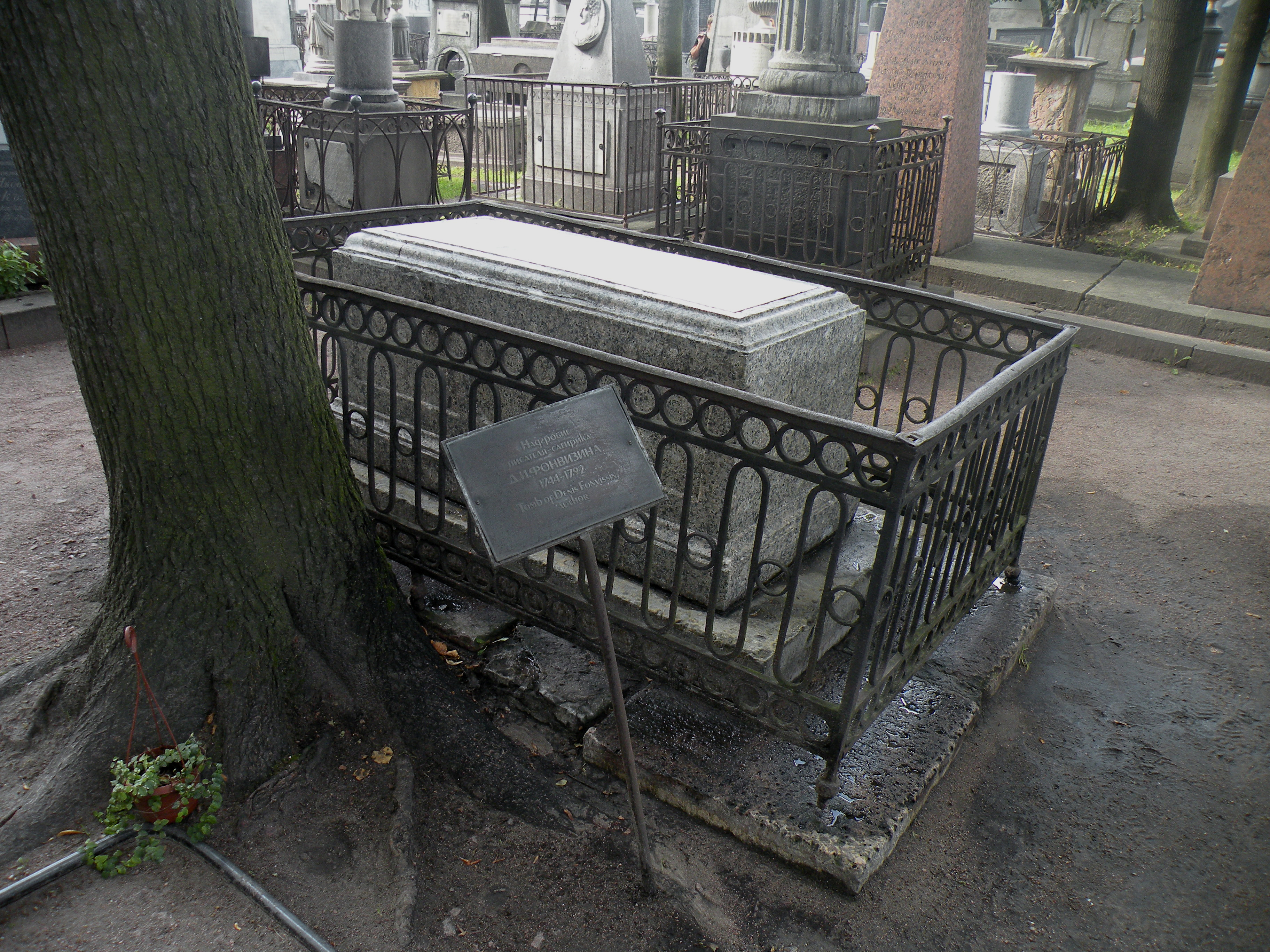
Могила Фонвізіна
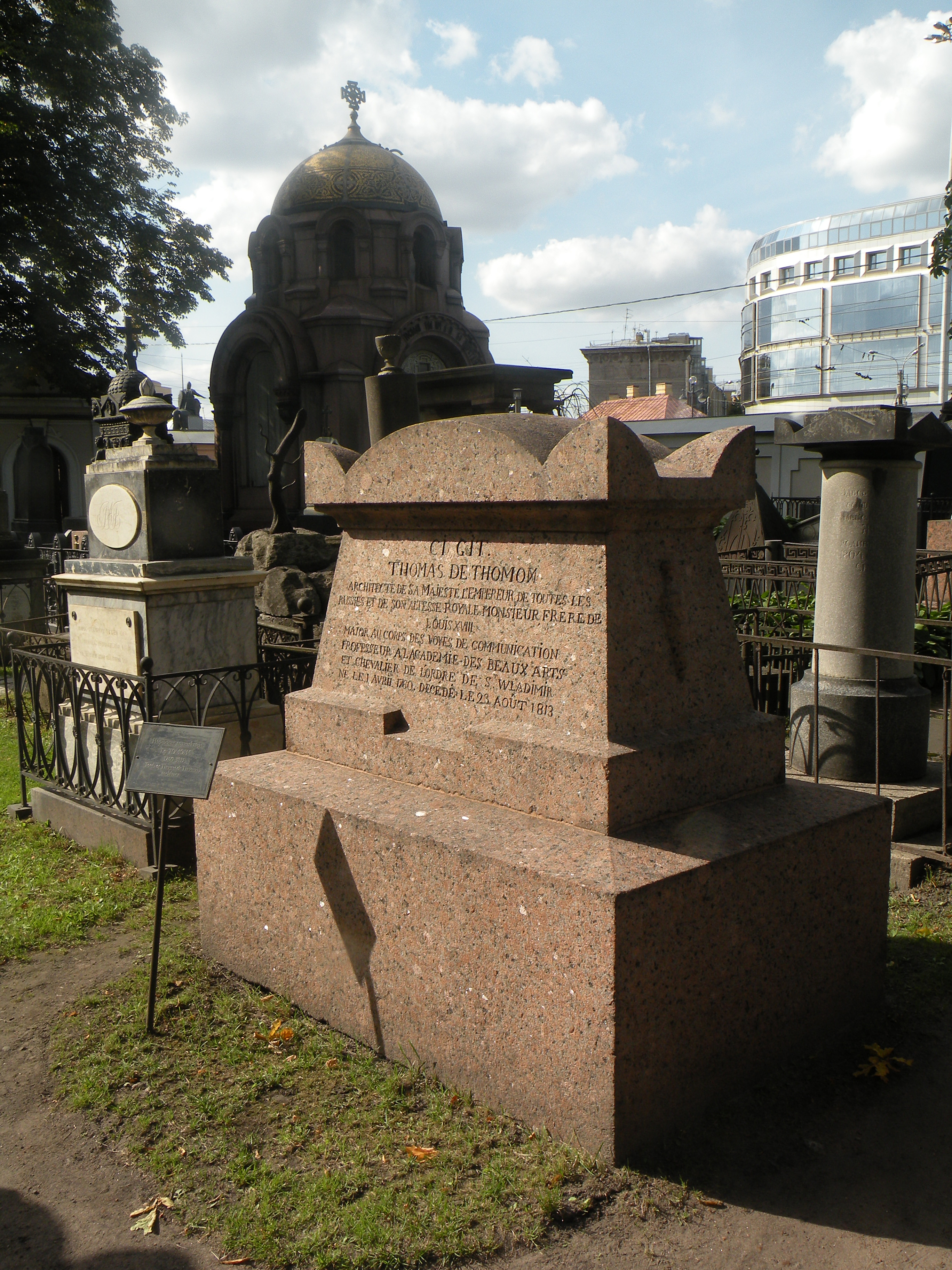
Могила Тома де Томона
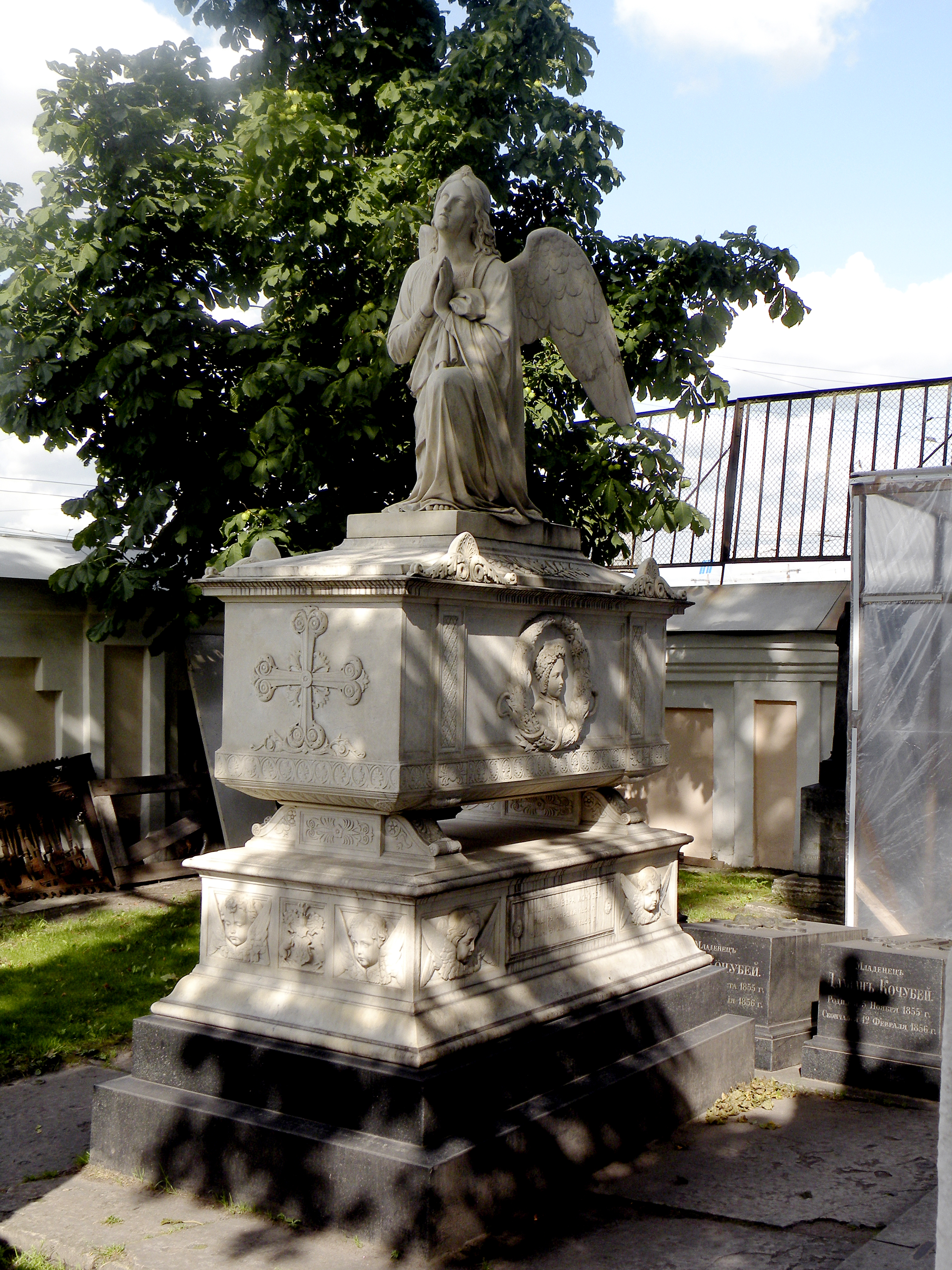
Могила Кочубеїв
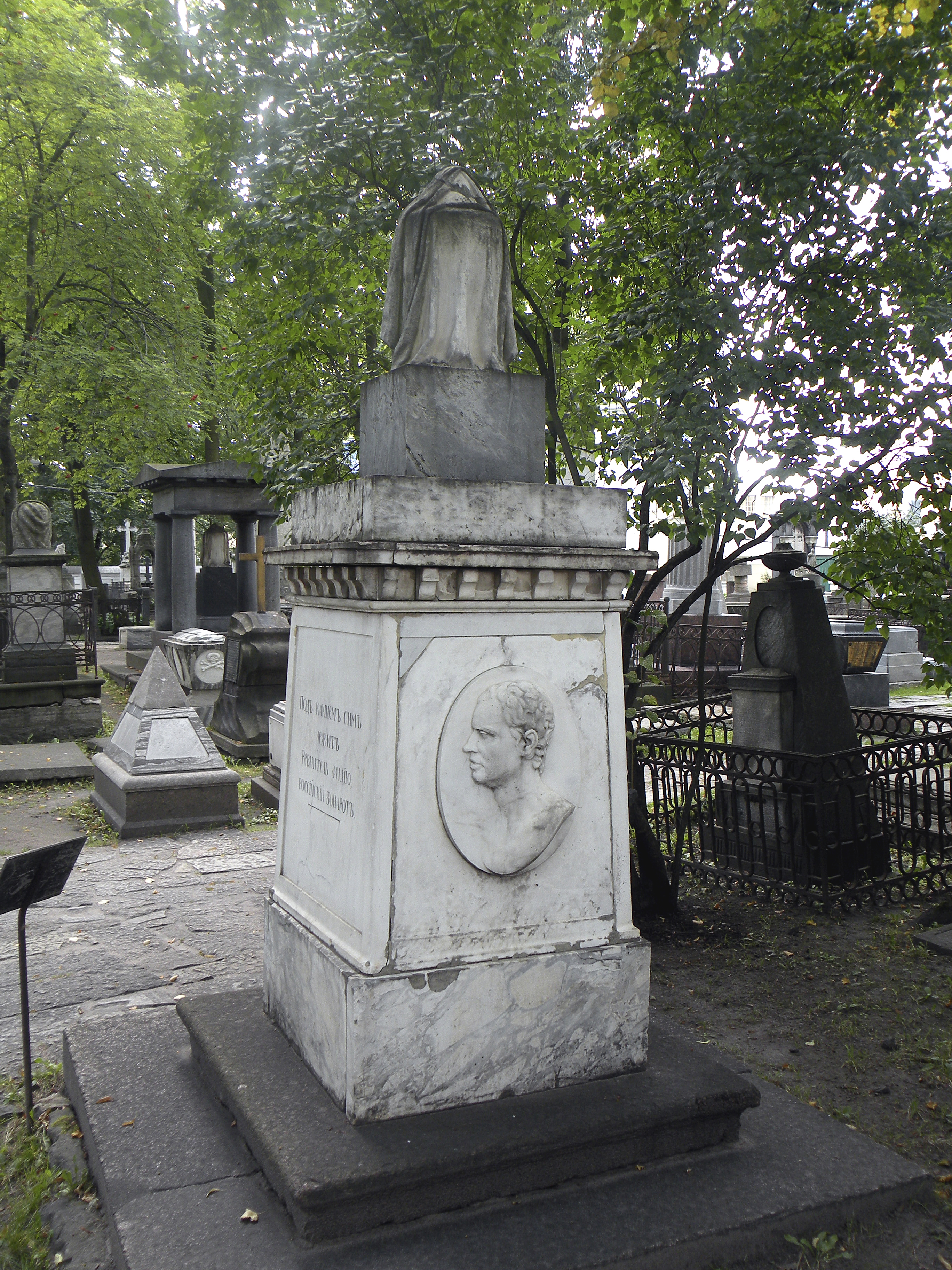
Могила Козловського
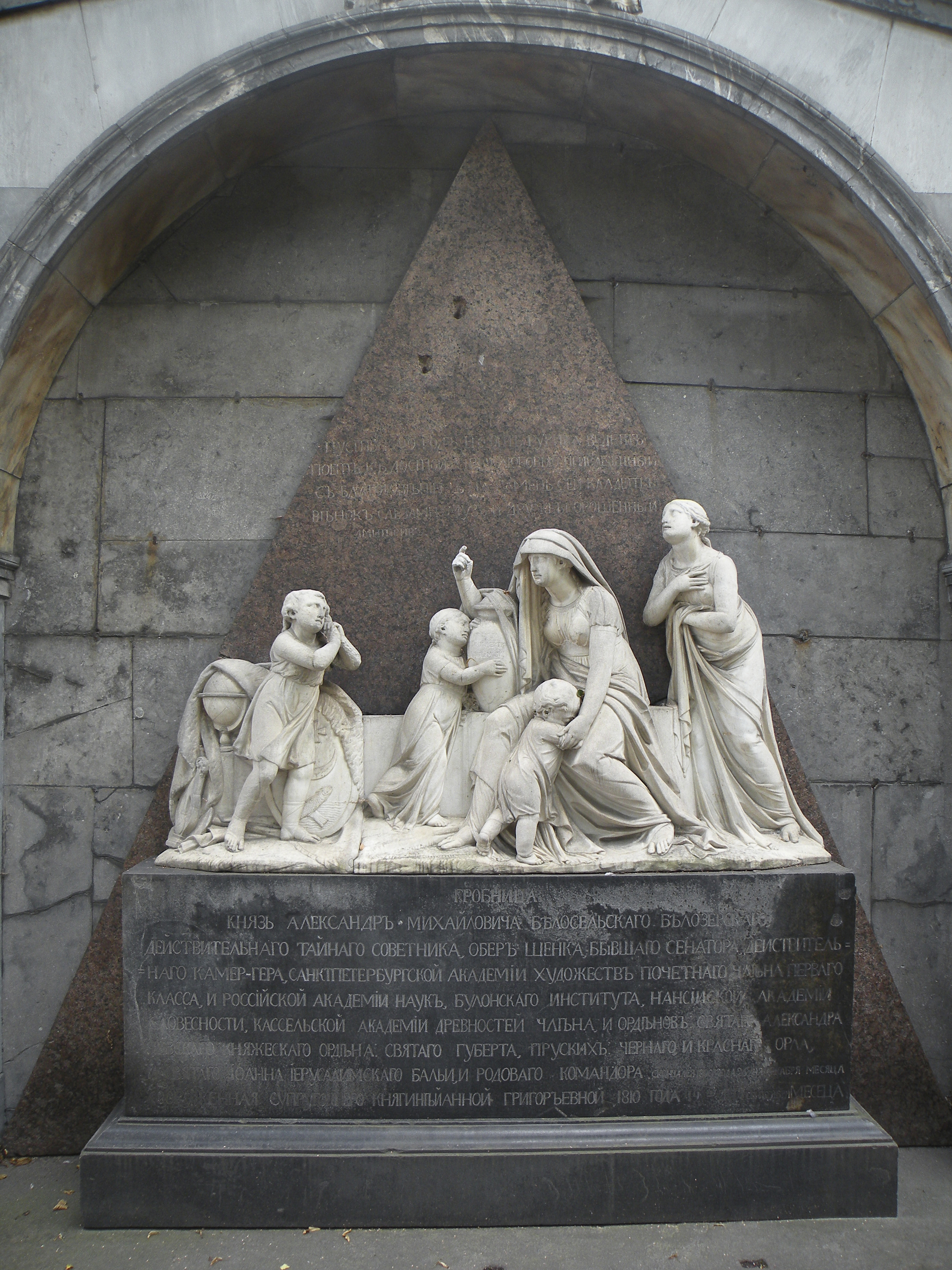
Гробниця Білосільського-Білозерського
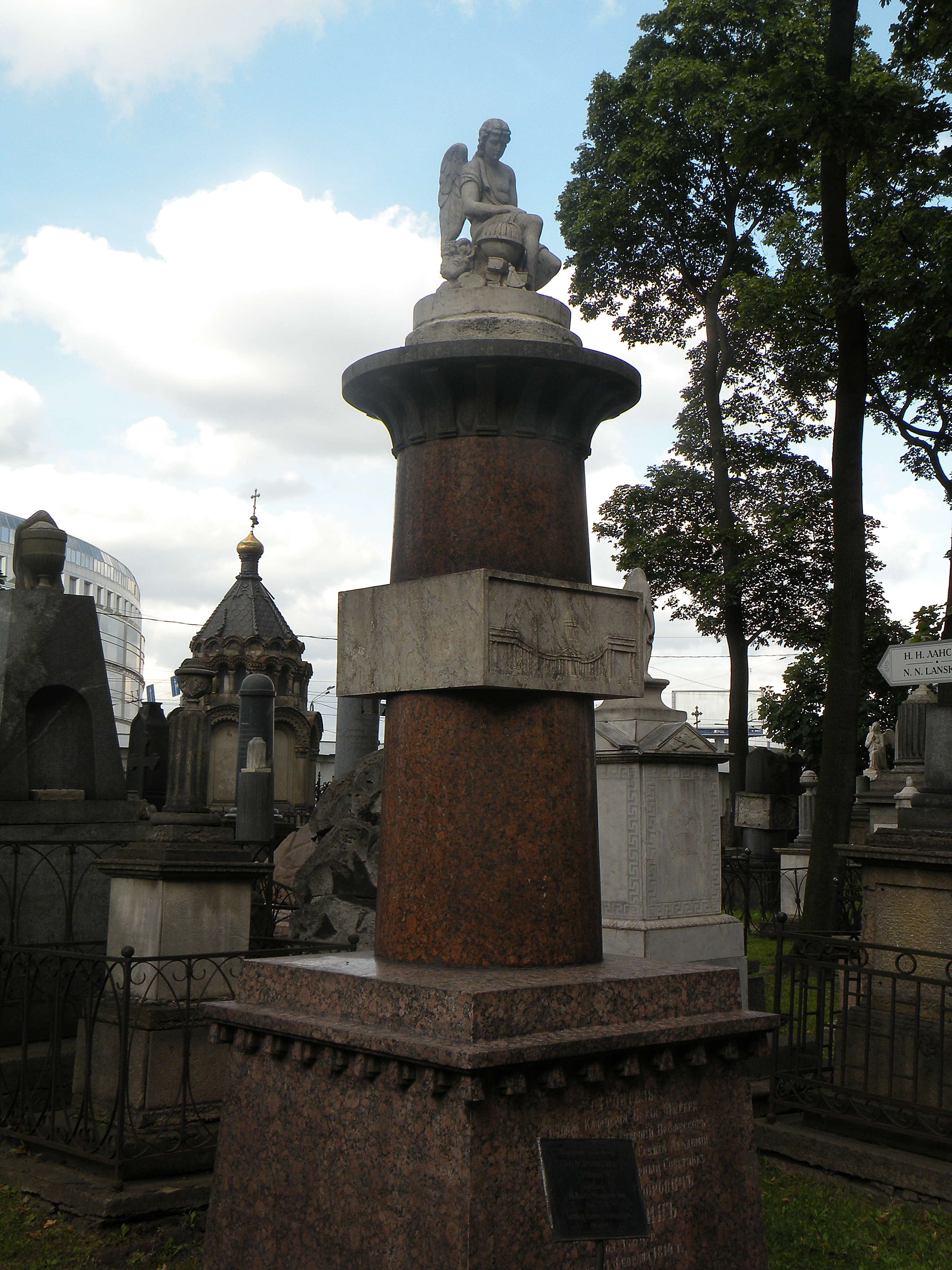
Могила Вороніхіна
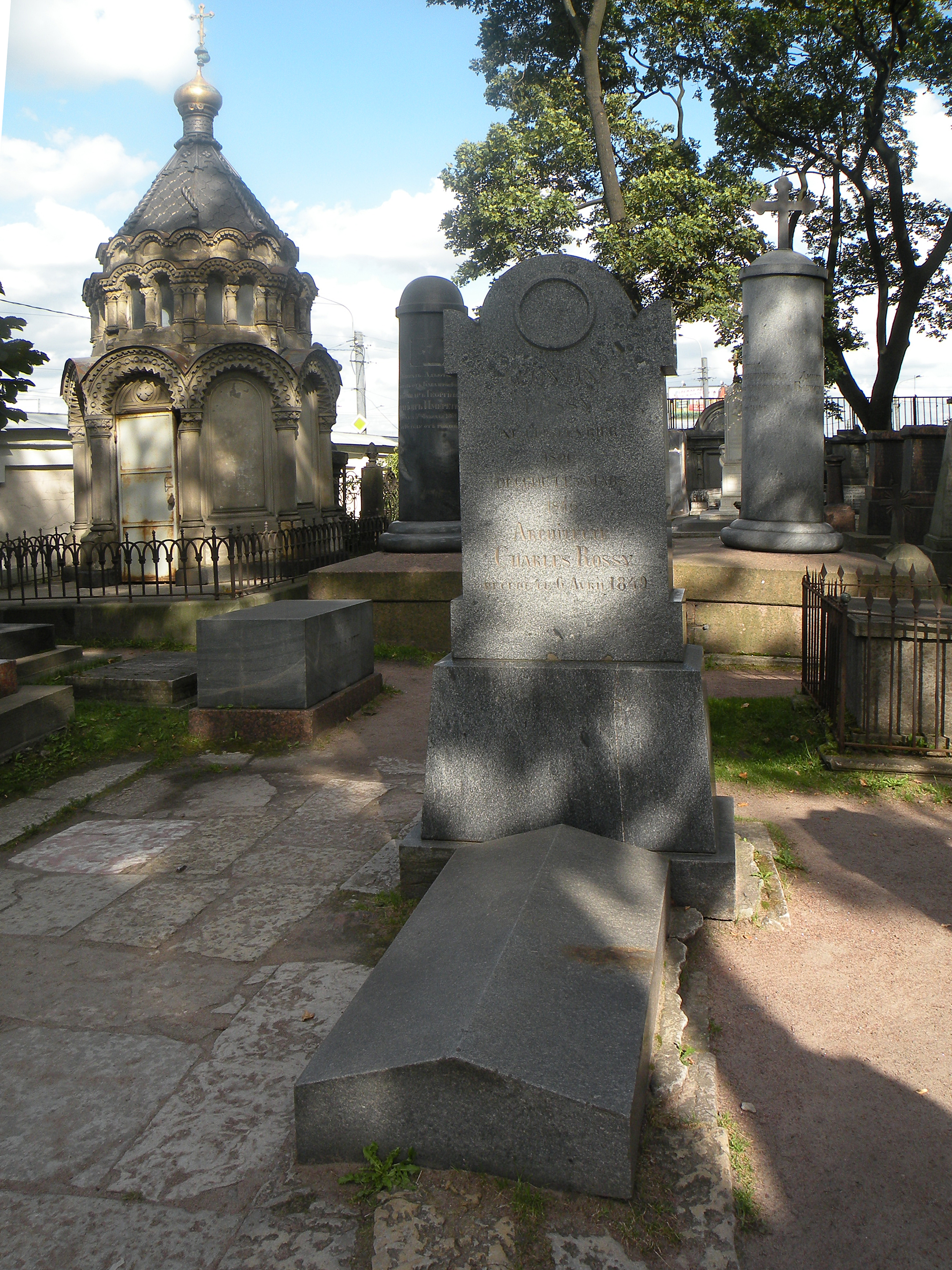
Могила Карла Россі
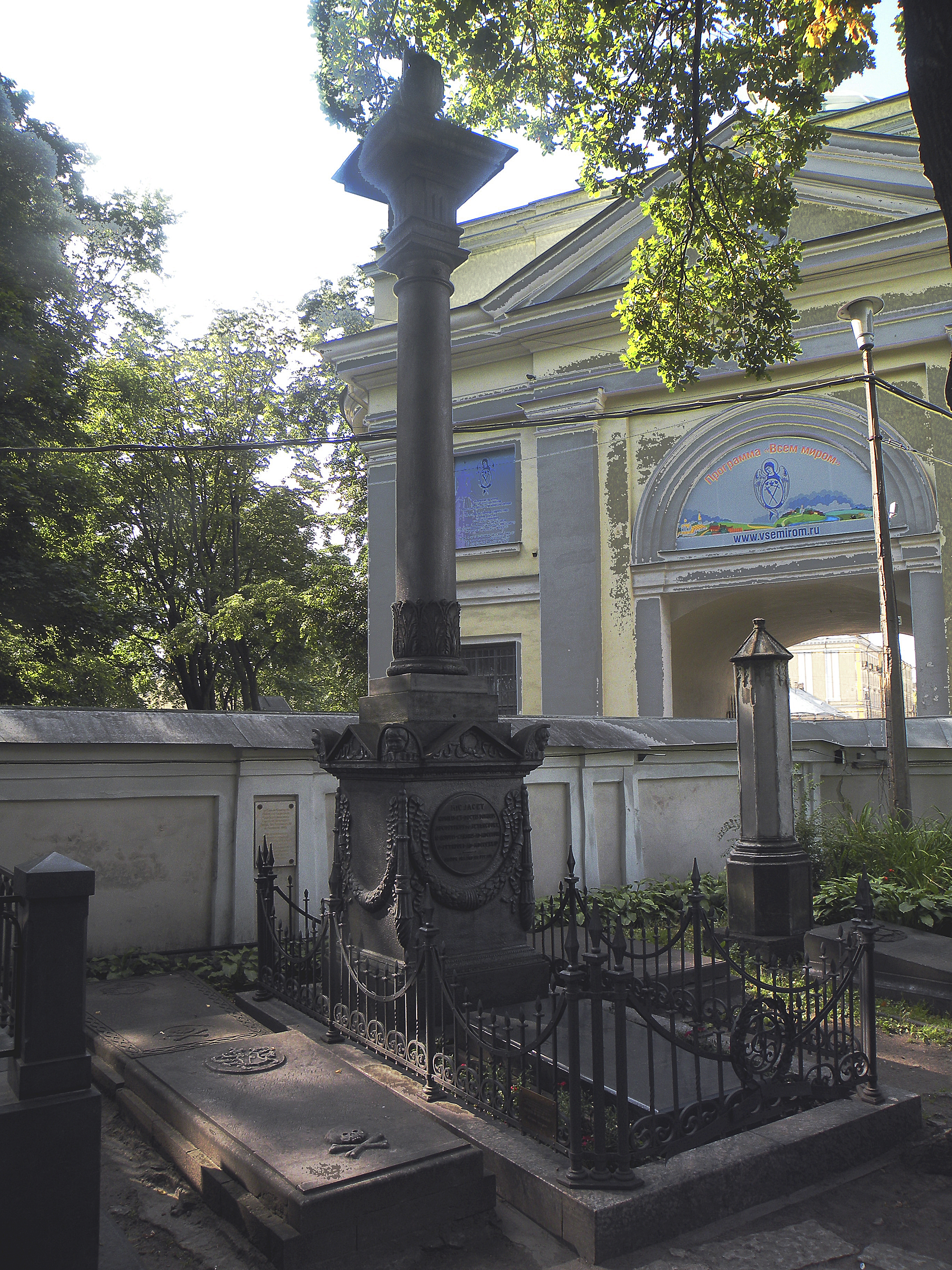
Могила Бетанкура
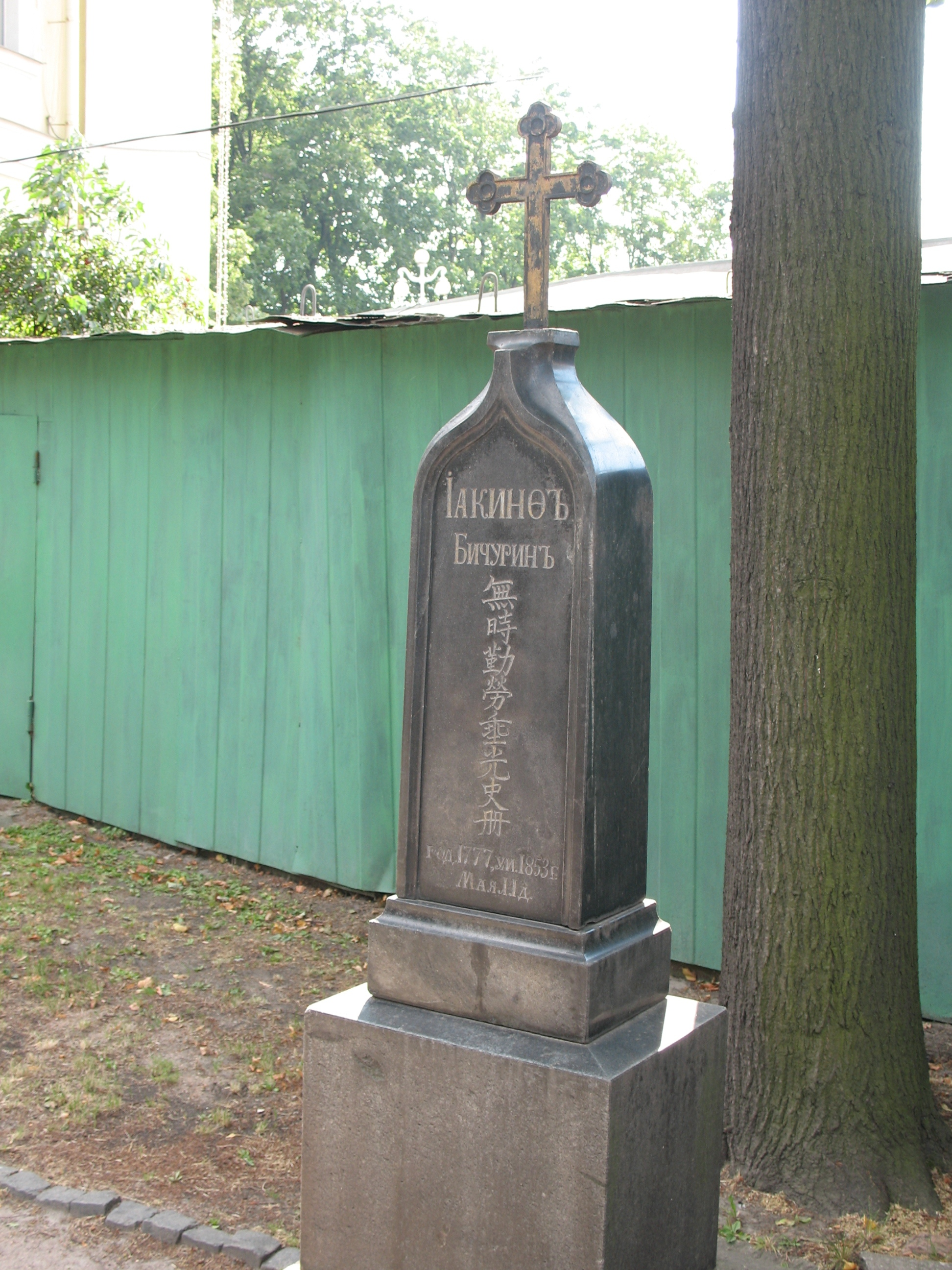
Могила Микити Бічуріна

## Лазарівська усипальня
Лазарівська усипальня — це церква Праведного Лазаря у складі ансамблю Олександро-Невської лаври та поховання навколо неї. Невелика кам'яна церква була побудована у 1717 році за вівтарем Благовіщення для поховання царівни Наталії Олексіївни. У 1787—1789 роках усипальню було розширено, у 1835—1836 роках — повністю перебудована. У 1923 році усипальня була передана спільноті «Старый Петербург» (з рос. «Старий Петербург»). У 1932 році вона увійшла до складу музея-некрополя. Зараз в усипальні є понад 80 поховань, понад 30 з яких перенесені з інших некрополів.

### Поховання
- Шереметєв Микола Петрович
- Ганнібал Іван Абрамович
- Теплов Григорій Миколайович
- Вієльгорський Михайло Юрійович
- Нартов Андрій Констянтинович
- Мартос Іван Петрович

#### Державні діячі
- Шишков Олександр Семенович
- Кочубей Віктор Павлович
- Перовський Лев Олексійович
- Дашков Дмитро Васильович